# Olivera de la Vinya d'en Bargalló
L'Olivera de la Vinya d'en Bargalló (Olea europaea var. europaea) és un arbre que es troba a la urbanització Can Llopard (Corbera de Llobregat, el Baix Llobregat).

## Dades descriptives
- Perímetre del tronc a 1,30 m: 3,82 m.
- Perímetre de la base del tronc: 3,97 m.
- Alçada: 3,43 m.
- Amplada de la capçada: 10,37 m.
- Altitud sobre el nivell del mar: 149 m.[1]

## Entorn
És en una antiga vinya situada en un fondal argilós amb conreus, sobretot, de cirerers, però també de figueres (una té la capçada molt ampla), presseguers, ametllers, pruneres, nesplers i nesprers del Japó, i amb herbatge compost per plantes com el pa de cucut, fenàs,  sorgo i aferradissos. L'indret és envoltat per una pineda de pi blanc i una vella roureda, amb sotabosc format per aladern, llentiscle, càdec, llorer, romaní, argelaga negra, ginesta, marfull, rogeta, miraguà fals i crespinell. Al marge entre la carretera i la vinya hi abunda la cugula i diverses plantes de jardí, entre les quals hi ha la flor de nit. La fauna del lloc (fàcilment detectable) està formada per granota verda, tòtil, tudó, pardal comú, pinsà, gafarró, verderol, oreneta vulgar, oreneta cuablanca, tórtora vulgar i rata negra.

## Aspecte general
Forma part d'un conjunt d'oliveres velles i de grans dimensions, les quals són escasses al Baix Llobregat. Són ufanoses i presenten vigor generalitzat i potents brotades, així com generoses fructificacions, amb olives de mida molt petita.

## Curiositats
A molt poca distància de l'olivera hi ha una bella cabana de pedra en bon estat i, no gaire lluny, les runes d'un petit maset, el qual mostra vestigis d'activitats passades. Força a prop, a Can Deu, també hi ha un conjunt d'oliveres força interessant. En general, el municipi està afectat per una densitat molt gran d'urbanitzacions, que en les darreres dècades ha ocupat boscos i conreus.

## Accés
Des de Sant Andreu de la Barca, molt a prop del complex esportiu Onze de Setembre, hi surt el camí nou de Corbera de Llobregat. L'agafem i el seguim fins que, després de certes pujades, finalment arribem a una rotonda amb tres eixides. Escollim la del mig i, continuant recte, arribarem a l'avinguda Roma de Can Llopard, que fa baixada. A la nostra dreta, després de passar una pineda, veurem uns camps amb cirerers i oliveres, on hem d'aturar-nos perquè és la nostra destinació (som a la vinya d'en Bargalló). Les oliveres velles són a la part més alta dels camps, a tocar de la pineda. GPS 31T 0412326 4588016.